# Tryphoema scilloniensis
Tryphoema scilloniensis är en kräftdjursart som först beskrevs av Wells 1968.  Tryphoema scilloniensis ingår i släktet Tryphoema och familjen Rhizothricidae. Inga underarter finns listade i Catalogue of Life.